# Milla
Milla Cav. – rodzaj roślin z rodziny szparagowatych, obejmujący 11 gatunków, występujących w Gwatemali i Hondurasie w Ameryce Środkowej, na terenie Meksyku oraz w Arizonie i Nowym Meksyku w Stanach Zjednoczonych w Ameryce Północnej.
Nazwa naukowa rodzaju została nadana na cześć Don Juliana Milla, superintendenta Królewskiego Ogrodu Botanicznego w Madrycie. 

## Morfologia

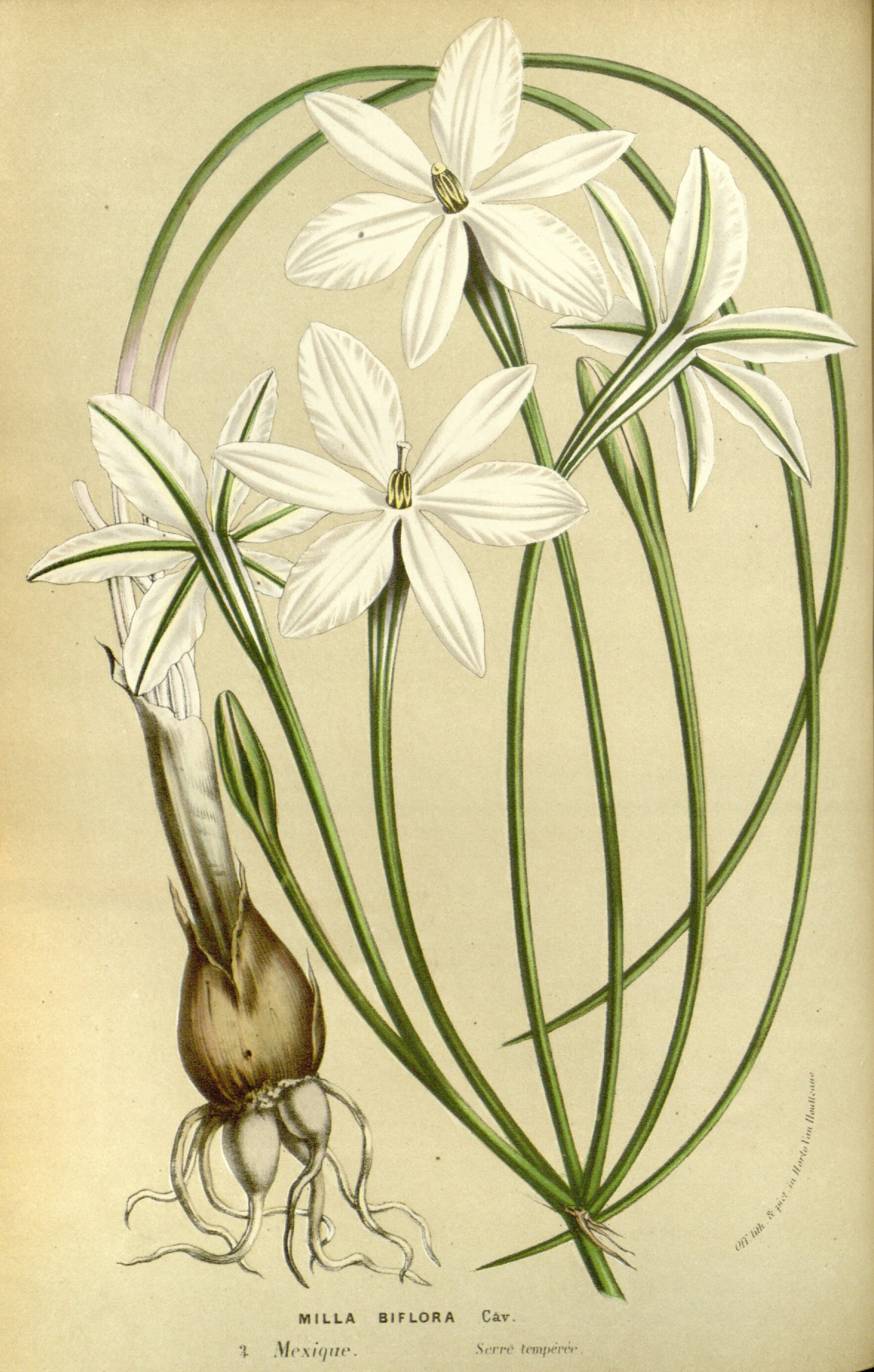
Milla biflora

PokrójWieloletnie rośliny zielne.
PędPodziemna bulwocebula, pokryta błoniastą okrywą.
LiścieOd dwóch do siedmiu liści odziomkowych, równowąskich, kanalikowatych do obłych, niekiedy o chropowatym użyłkowaniu, szczególnie u nasady, pustych w środku.
KwiatyZebrane od 1 do 30 w baldachowaty kwiatostan, który wyrasta na trwałym, obłym, niekiedy szorstkim, szczególnie u nasady, głąbiku. Niekiedy rośliny tworzą dwa kwiatostany. Kwiatostan wsparty jest czterema wąskotrójkątnymi podsadkami. Okwiat talerzykowaty, sześciolistkowy, biały, różowy lub niebieski. Listki okwiatu u nasady złączone w długą, smukłą rurkę, przypominającą szypułkę (kwiaty są siedzące). Powyżej wolne, odosiowo z zielonymi, różowymi lub niebieskimi pasami. Sześć pręcików osadzonych w rurce okwiatu. Nitki pręcików wolne, nitkowate. Pylniki umocowane u nasady. Zalążnia górna, trójkomorowa, osadzona na długiej szypułce, przylegającej do rurki okwiatu trzema kątami. Szyjka słupka zwykle wyrastająca powyżej rurki, zakończona słabo trójklapowanym znamieniem.
OwocePękające torebki, z obecną haczykowatą pozostałością nasady słupka,  zawierające liczne czarne, spłaszczone nasiona o drobno siatkowatej łupinie.

## Systematyka
Pozycja systematycznaRodzaj z podrodziny Brodiaeoideae z rodziny szparagowatych Asparagaceae.
Ujęcie historyczneW systemie Takhtajana z 1997 r. zaliczany do plemienia Milleae w podrodzinie czosnkowych w rodzinie czosnkowatych (Alliaceeae). W systemie Kubitzkiego zaliczony do rodziny Themidaceae.
Wykaz gatunków
- Milla biflora Cav.
- Milla bryanii I.M.Johnst.
- Milla delicata H.E.Moore
- Milla filifolia T.M.Howard
- Milla magnifica H.E.Moore
- Milla mexicana T.M.Howard
- Milla mortoniana H.E.Moore
- Milla oaxacana Ravenna
- Milla potosina T.M.Howard
- Milla rosea H.E.Moore
- Milla valliflora J.E.Gut. & E.Solano